# Skuespilleren (film 1908)
Skuespilleren è un cortometraggio muto del 1908 diretto da Viggo Larsen. Prodotto e distribuito dalla Nordisk Film, era interpretato da Aage Brandt.

## Produzione
Il film fu prodotto dalla Nordisk Film Kompagni.

## Distribuzione
In Danimarca, il film - un cortometraggio di nove minuti - fu distribuito dalla Nordisk Film Kompagni il 6 maggio 1908.